# Psyra dsagara
Psyra dsagara är en fjärilsart som beskrevs av Eugen Wehrli 1953. Psyra dsagara ingår i släktet Psyra och familjen mätare. Inga underarter finns listade.